# Gösjön (Tveta socken, Småland)
Gösjön är en sjö i Hultsfreds kommun i Småland och ingår i Emåns huvudavrinningsområde. Sjön är 16 meter djup, har en yta på 0,389 kvadratkilometer och är belägen 105,6 meter över havet.

## Delavrinningsområde
Gösjön ingår i det delavrinningsområde (634943-150673) som SMHI kallar för Ovan Marån. Medelhöjden är 99 meter över havet och ytan är 25,96 kvadratkilometer. Räknas de 230 avrinningsområdena uppströms in blir den ackumulerade arean 3 568,02 kvadratkilometer. Avrinningsområdets utflöde Emån mynnar i havet. Avrinningsområdet består mestadels av skog (57 procent) och jordbruk (32 procent). Avrinningsområdet har 0,39 kvadratkilometer vattenytor vilket ger det en sjöprocent på 1,5 procent.